# Revelatge de la fotografia en color
El revelatge de la fotografia en color és el procés que cal dur a terme perquè la imatge en negatiu en color es faci visible en la placa o pel·lícula fotogràfica impresa. A aquest procés també se'l coneix amb el nom de revelatge cromogènic.
Tant els negatius de les pel·lícules en color com els monocroms de pel·lícules d'imatge colorant es poden revelar amb el mateix equip químic de revelatge: el C-41.

## Procediment tècnic[1][2]
1. Amb el laboratori totalment a fosques, sense llums de seguretat, s'introdueix el negatiu en el rodet o espiral. Posteriorment aquest es col·loca en un tanc o cubeta de revelatge i es posa la tapa per a poder seguir treballant amb la llum encesa.
2. Cal escalfar els químics a utilitzar (revelador de color, blanquejador, fixador, estabilitzador) prèviament a una temperatura d'aproximadament 38 °C (37,8 °C per ser exactes).
3. Primerament, es preescalfa el tambor del tanc amb aigua a una temperatura de 38 °C durant 5 minuts. És molt important que cada líquid que s'introdueixi s'ha d'afegir només traient la tapa que permet introduir l'element químic (o l'aigua en aquest cas) sense que entri llum al negatiu. És necessari agitar el tanc els primers quinze segons de cada minut i donar-li uns copets al cul en acabar de moure'l. Aquest procés servirà per preescalfar la pel·lícula a la temperatura en la qual es treballarà.
4. Passat el temps, aboquem l'aigua del tanc i afegim el revelador de color durant un temps de 3 ¼ minuts. S'ha d'agitar durant els primers quinze segons de cada minut i donar-li uns copets al cul en finalitzar cada moviment.
5. Aboquem el líquid revelador de color i afegim el químic blanquejador-fixador durant 4 minuts. Repetim el procés d'agitar els primers quinze segons de cada i munt i uns copets al finalitzar cada tongada. Aquest últim pas també es pot dividir en dues parts primerament afegint el líquid blanquejador durant 6½ minuts, netejant el tanc durant 3½ minuts i, seguidament, afegint el químic fixador durant 6½ minuts.
6. A continuació, després de guardar o llençar el químic, procedim a la neteja del tanc. Aboquem aigua entre una temperatura de 30 °C i 40 °C durant 3¼ minuts, repetint el procés d'agitació del tanc.
7. Afegim el líquid estabilitzador durant 1¼ minuts, repetint els moviments d'agitació del tanc.
8. Finalment, netegem la pel·lícula amb aigua a temperatura ambient durant 10-15 minuts. La podem posar davall d'un raig d'aigua o deixar-la en remull.
9. Es penja el negatiu en un lloc que estigui protegit de la pols i altres intoxicacions.

## Funcionament
En la primera solució, el revelador de color, els agents reveladors creen una imatge fosca i platejada (com en el revelatge monocromàtic) però, en aquest líquid per a pel·lícules en color, els agents són empobrits perquè reaccionin amb els copuladors colorants amb els quals, simultàniament, componen una imatge acolorida amb un colorant diferent a cada capa d'emulsió (verda, roja i blava). A aquesta reacció se l'anomena revelat cromogen. En la següent solució, el blanquejador, el procés de revelatge s'interromp i la substància negra-platejada restant es converteix en halurs de plata. Aquests es revelen, la qual cosa permet que els colors complementaris (groc-magenta-cian) es formin en cada capa corresponent al seu color. La plata i els halurs restants s'extrauen i queden els colorants. Finalment, netegem la pel·lícula per a eliminar el fixador i totes les matèries primeres solubles, i l'esbandirem amb estabilitzant per millorar l'estabilitat del colorant i endurir l'emulsió.

## Revelatge de fotografia en color
El procediment és molt similar al del revelatge de la fotografia en blanc i negre, però es necessita un equipament més especialitzat com, per exemple, una ampliadora de color.